# Richard Meade (2e comte de Clanwilliam)
Richard Meade, 2e comte de Clanwilliam (10 mai 1766 - 3 septembre 1805) est un pair irlandais, nommé Lord Gilford de 1776 à 1800.

## Biographie
Il est le fils aîné de John Meade (1er comte de Clanwilliam) et de sa femme, l'héritière Theodosia Magill. En octobre 1793, alors que Gilford est à l'étranger sur le continent, sa mère l'annonce comme candidat à une élection partielle à Down, cherchant apparemment un pacte électoral avec le marquis de Downshire, qui vient de quitter le siège. En fin de compte, sa candidature est retirée et le candidat de Downshire est élu sans opposition.
Pendant ce temps, Gilford pose les bases d'une rupture familiale. Il tombe amoureux et épouse Caroline, comtesse de Thoune (19 mai 1769 – 1800), fille de Maria Wilhelmine von Thun und Hohenstein, le 16 octobre 1793. Le mariage avec une noble catholique romaine sans le sou est inacceptable dans sa famille d'ascendance protestante, et le mariage l'éloigne de ses parents, qui, à l'époque, liquident les biens de son père pour payer les énormes dettes qu'ils ont accumulées. Son consentement est nécessaire pour rompre l'engagement, mais comme il a ses propres dettes et une fille nouveau-née, il est obligé d'accepter la vente de son patrimoine. Le couple revient d'Irlande à Vienne en 1795 ou 1796, où ils ont finalement trois enfants:
- Caroline Meade, comtesse Széchenyi (1794-1820), épouse Pál Széchenyi, fils aîné de Ferenc Széchényi
- Richard Meade (3e comte de Clanwilliam) (1795-1879)
- Selina Meade, comtesse Clam-Martinic (1797-1872) épouse Karl Johann Nepomuk, comte de Clam-Martinic (1792-1840)

En octobre 1800, le père de Gilford meurt et il devient comte de Clanwilliam, et il retourne brièvement en Irlande. Sa femme meurt peu de temps après. Il ne réalise pas grand-chose en matière d'héritage : il conserve le domaine de Gill Hall à Gilford, dans le Comté de Down, une partie de l'héritage de sa mère, mais une partie de sa copropriété est toujours grevée de pensions, et son domaine à Rathfriland va à son jeune frère Robert Meade. Il passe le reste de sa vie à Vienne, où il est un passionné de jardinage. En fumant un parterre de fleurs, il contracte une infection qui le tue le 3 septembre 1805. Après sa mort, ses deux filles sont élevées par leur tante Maria Christiane et son mari Karl Alois, le prince Lichnowsky, tandis que son fils est élevé en Angleterre.